# 関係 (数学)
集合 X1, …, Xk 上の関係 L とは、それらの直積の部分集合 L ⊆ X1 × … × Xk である。
関係は集合の個数 k により分類される。
- Lu は単項関係あるいは性質を表す。
- Luv あるいは uLv は二項関係を表す。
- Luvw は三項関係を表す。
- Luvwx は四項関係を表す。

集合 X1, …, Xk は定義域と呼ばれる。すべての Xj が同じ集合 X のとき、L を X 上の k 項関係と呼ぶ。